# Trasllat suau
Soft handover o soft handoff es refereix a una característica utilitzada pels estàndards CDMA i W-CDMA, on un telèfon mòbil està connectat simultàniament a dues o més cel·les (o sectors cel·lulars) durant una trucada. Si els sectors són del mateix lloc de la cèl·lula física (un lloc sectoritzat), es coneix com a transferència més suau. Aquesta tècnica és una forma de lliurament assistit per mòbil, per als telèfons mòbils IS-95 / CDMA2000 CDMA realitzen contínuament mesures de potència d'una llista de llocs de cèl·lules veïnes i determinen si cal o no sol·licitar o finalitzar el lliurament suau amb els sectors cel·lulars de la llista.
A causa de les propietats de l'esquema de senyalització CDMA, és possible que un telèfon CDMA rebi senyals simultàniament de dues o més estacions base de ràdio que transmeten el mateix flux de bits (utilitzant diferents codis de transmissió) als diferents canals físics a la mateixa freqüència. ample de banda. Si la potència del senyal de dues o més estacions base de ràdio és gairebé la mateixa, el receptor del telèfon pot combinar els senyals rebuts de tal manera que el flux de bits es descodifica de manera molt més fiable que si només es transmetés una estació base a l'estació d'abonat. Si algun d'aquests senyals s'esvaeix significativament, hi haurà una probabilitat relativament alta de tenir una intensitat de senyal adequada d'una de les altres estacions base de ràdio.
A l'enllaç ascendent (lloc del telèfon a la cèl·lula), tots els sectors del lloc de la cèl·lula que donen suport activament a una trucada en transmissió suau envien el flux de bits que reben al controlador de xarxa de ràdio (RNC), juntament amb informació sobre la qualitat. dels bits rebuts. L'RNC examina la qualitat de tots aquests fluxos de bits i tria dinàmicament el flux de bits amb la més alta qualitat. De nou, si el senyal es degrada ràpidament, encara és bona la possibilitat que hi hagi un senyal fort disponible en un dels altres sectors cel·lulars que admeten la trucada en un lliurament suau.
El soft handover dona com a resultat un guany de diversitat anomenat soft handover gain.